# عدد ئی

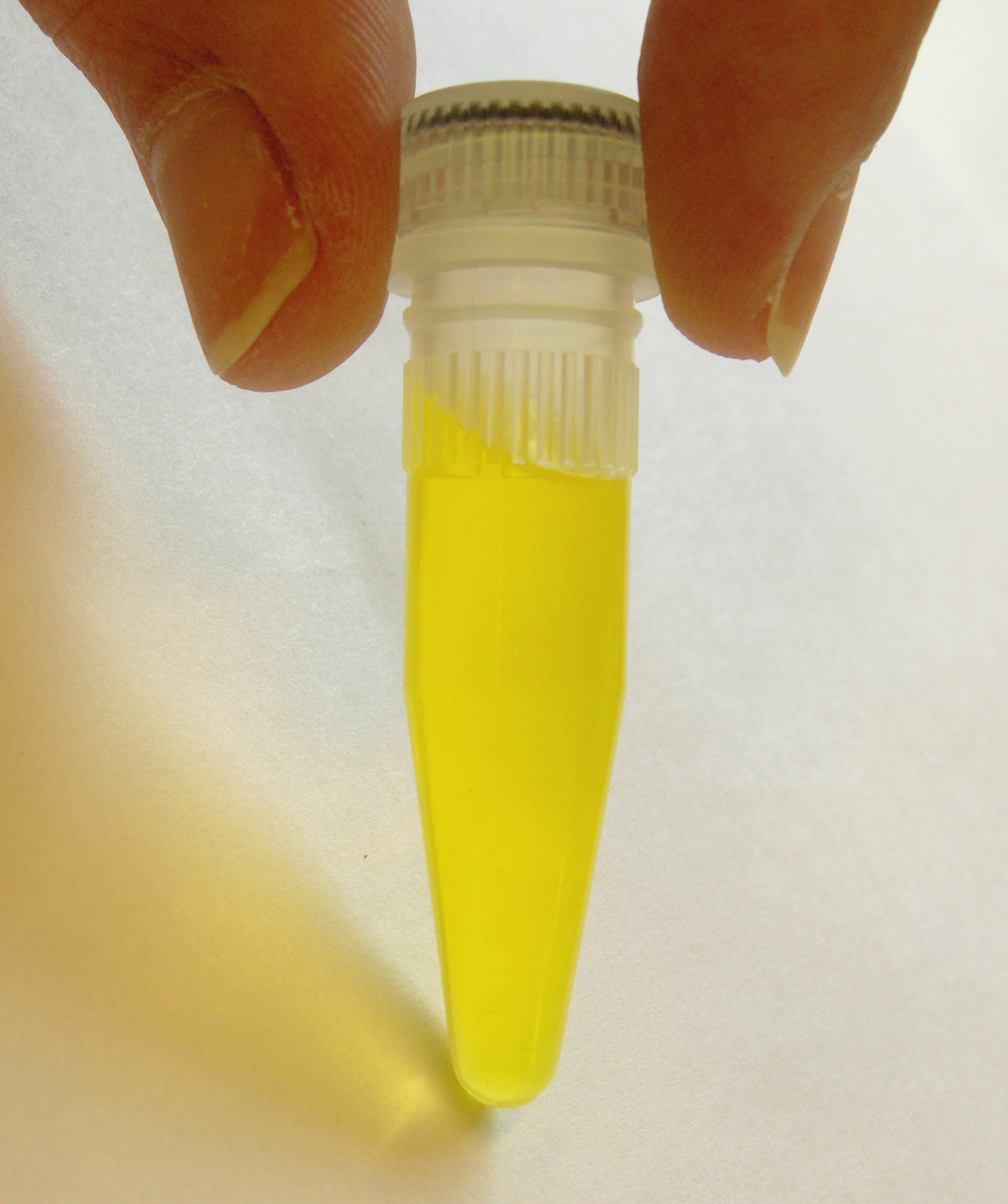
ویتامین ب۲ ایزوله شده با عدد ئی ۱۰۱

عدد ئی (به انگلیسی: E number) عددی است که برای شناسایی افزودنی‌های غذایی بر روی محصولات غذایی تولید شده در اتحادیه اروپا درج می‌شود و با حرف E به معنای اروپا آغاز می‌شود. تمام ترکیبات طبیعی و شیمیایی که در صنعت غذایی اتحادیه اروپا اجازهٔ استفاده به عنوان افزودنی‌های غذایی را دارند ملزم به ثبت عدد ئی در ابتدای هر ترکیب هستند این عدد معمولاً به وفور و در برچسب‌های مواد غذایی مشاهده می‌گردد. ارزیابی و تأیید ایمنی آنها بر عهدهٔ ادارهٔ ایمنی مواد غذایی اروپا است. نخستین مرتبه در سال ۱۹۶۲ میلادی تصمیم گرفته شد که مواد افزودنی غذایی دارای یک فهرست واحد و یکپارچه باشند و به همین منظور بر روی رنگ‌های خوراکی که قابلیت تمایز را ساده می‌نمود توافق حاصل شد. به دنبال آن و در سال ۱۹۶۴ میلادی دستورالعمل نگهدارنده‌های غذایی اضافه شد.
در سال ۱۹۷۰ نیز آنتی‌اکسیدان‌ها اضافه شدند و سرانجام در سال ۱۹۷۴ به ترتیب امولیسفایرها، تثبیت‌کننده‌ها، حجم‌دهنده‌ها و سایر هم اضافه گردیدند.

## دسته‌بندی بر اساس گستره اعداد
| عدد E                                              | زیرگروه   | شرح                                             |
| -------------------------------------------------- | --------- | ----------------------------------------------- |
| ۱۰۰–۱۹۹ رنگها                                      | ۱۰۰–۱۰۹   | زرد                                             |
| ۱۰۰–۱۹۹ رنگها                                      | ۱۱۰–۱۱۹   | پرتقالی                                         |
| ۱۰۰–۱۹۹ رنگها                                      | ۱۲۰–۱۲۹   | قرمز                                            |
| ۱۰۰–۱۹۹ رنگها                                      | ۱۳۰–۱۳۹   | آبی و بنفش                                      |
| ۱۰۰–۱۹۹ رنگها                                      | ۱۴۰–۱۴۹   | سبز                                             |
| ۱۰۰–۱۹۹ رنگها                                      | ۱۵۰–۱۵۹   | قهوه ای و سیاه                                  |
| ۱۰۰–۱۹۹ رنگها                                      | ۱۶۰–۱۹۹   | طلایی و سایر رنگها                              |
| ۲۰۰–۲۹۹ مواد نگهدارنده                             | ۲۰۰–۲۰۹   | اسید سربیک                                      |
| ۲۰۰–۲۹۹ مواد نگهدارنده                             | ۲۱۰–۲۱۹   | اسید بنزوئیک                                    |
| ۲۰۰–۲۹۹ مواد نگهدارنده                             | ۲۲۰–۲۲۹   | سولفیت                                          |
| ۲۰۰–۲۹۹ مواد نگهدارنده                             | ۲۳۰–۲۳۹   | فنول و اسید فرومیک                              |
| ۲۰۰–۲۹۹ مواد نگهدارنده                             | ۲۴۰–۲۵۹   | نیترات                                          |
| ۲۰۰–۲۹۹ مواد نگهدارنده                             | ۲۶۰–۲۶۹   | استات                                           |
| ۲۰۰–۲۹۹ مواد نگهدارنده                             | ۲۷۰–۲۷۹   | اسید لاکتیک                                     |
| ۲۰۰–۲۹۹ مواد نگهدارنده                             | ۲۸۰–۲۸۹   | پروپانات                                        |
| ۲۰۰–۲۹۹ مواد نگهدارنده                             | ۲۹۰–۲۹۹   | سایر نگهدارنده‌ها                                |
| ۳۰۰–۳۹۹ آنتی‌اکسیدانها و اسیدهای خوارکی             | ۳۰۰–۳۰۵   | اسید اسکوربیک                                   |
| ۳۰۰–۳۹۹ آنتی‌اکسیدانها و اسیدهای خوارکی             | ۳۰۶–۳۰۹   | توکوفیرول                                       |
| ۳۰۰–۳۹۹ آنتی‌اکسیدانها و اسیدهای خوارکی             | ۳۱۰–۳۱۹   | گالیک اسید و اریتربیک اسید                      |
| ۳۰۰–۳۹۹ آنتی‌اکسیدانها و اسیدهای خوارکی             | ۳۲۰–۳۲۹   | اسید لاکتیک                                     |
| ۳۰۰–۳۹۹ آنتی‌اکسیدانها و اسیدهای خوارکی             | ۳۳۰–۳۳۹   | اسید سیتریک و تارترات                           |
| ۳۰۰–۳۹۹ آنتی‌اکسیدانها و اسیدهای خوارکی             | ۳۴۰–۳۴۹   | فسفات                                           |
| ۳۰۰–۳۹۹ آنتی‌اکسیدانها و اسیدهای خوارکی             | ۳۵۰–۳۵۹   | مالیک اسید و ادیپیک اسید                        |
| ۳۰۰–۳۹۹ آنتی‌اکسیدانها و اسیدهای خوارکی             | ۳۶۰       | سوسینیک اسید و فیوماریک اسید                    |
| ۳۰۰–۳۹۹ آنتی‌اکسیدانها و اسیدهای خوارکی             | ۳۷۰–۳۹۹   | سایر آنتی‌اکسیدانها و اسیدها                     |
| ۴۰۰–۴۹۹ قوام دهندهها، پایدارکنندهها و امولسیفایرها | ۴۰۰–۴۰۹   | آلژینیک اسید                                    |
| ۴۰۰–۴۹۹ قوام دهندهها، پایدارکنندهها و امولسیفایرها | ۴۱۰–۴۱۹   | صمغ طبیعی                                       |
| ۴۰۰–۴۹۹ قوام دهندهها، پایدارکنندهها و امولسیفایرها | ۴۲۰–۴۲۹   | سایر مواد طبیعی                                 |
| ۴۰۰–۴۹۹ قوام دهندهها، پایدارکنندهها و امولسیفایرها | ۴۳۰–۴۳۹   | ترکیبات پلی‌اتیلن گلیکول                         |
| ۴۰۰–۴۹۹ قوام دهندهها، پایدارکنندهها و امولسیفایرها | ۴۴۰–۴۴۹   | امولسیفایرهای طبیعی                             |
| ۴۰۰–۴۹۹ قوام دهندهها، پایدارکنندهها و امولسیفایرها | ۴۵۰–۴۵۹   | فسفاتها                                         |
| ۴۰۰–۴۹۹ قوام دهندهها، پایدارکنندهها و امولسیفایرها | ۴۶۰–۴۶۹   | ترکیبات سلولزی                                  |
| ۴۰۰–۴۹۹ قوام دهندهها، پایدارکنندهها و امولسیفایرها | ۴۷۰–۴۸۹   | اسیدهای چرب و ترکیبات آنها                      |
| ۴۰۰–۴۹۹ قوام دهندهها، پایدارکنندهها و امولسیفایرها | ۴۹۰–۴۹۹   | سایر                                            |
| ۵۰۰–۵۹۹ تنظیم کنندهای PH و آنتی کیکینگها           | ۵۰۰–۵۰۹   | اسیدهای معدنی                                   |
| ۵۰۰–۵۹۹ تنظیم کنندهای PH و آنتی کیکینگها           | ۵۱۰–۵۱۹   | کلریدها و سولفاتها                              |
| ۵۰۰–۵۹۹ تنظیم کنندهای PH و آنتی کیکینگها           | ۵۲۰–۵۲۹   | سولفاتها و هیدروکسیدها                          |
| ۵۰۰–۵۹۹ تنظیم کنندهای PH و آنتی کیکینگها           | ۵۳۰–۵۴۹   | ترکیبات فلزات قلیایی                            |
| ۵۰۰–۵۹۹ تنظیم کنندهای PH و آنتی کیکینگها           | ۵۵۰–۵۵۹   | سیلیکاتها                                       |
| ۵۰۰–۵۹۹ تنظیم کنندهای PH و آنتی کیکینگها           | ۵۷۰–۵۷۹   | اسید استاریکها و گلوکنیک اسیدها                 |
| ۵۰۰–۵۹۹ تنظیم کنندهای PH و آنتی کیکینگها           | ۵۸۰–۵۹۹   | سایر                                            |
| ۶۰۰–۶۹۹ طعم دهنده‌ها                                | ۶۲۰–۶۲۹   | اسید گلوتامیک                                   |
| ۶۰۰–۶۹۹ طعم دهنده‌ها                                | ۶۳۰–۶۳۹   | اینوسینیک اسید                                  |
| ۶۰۰–۶۹۹ طعم دهنده‌ها                                | ۶۴۰–۶۴۹   | سایر                                            |
| ۷۰۰–۷۹۹ آنتی‌بیوتیکها                               | ۷۰۰–۷۱۳   |                                                 |
| ۹۰۰–۹۹۹ موارد مختلف                                | ۹۰۰–۹۰۹   | موم                                             |
| ۹۰۰–۹۹۹ موارد مختلف                                | ۹۱۰–۹۱۹   | مواد براق کننده                                 |
| ۹۰۰–۹۹۹ موارد مختلف                                | ۹۲۰–۹۲۹   | مواد بهبوددهنده                                 |
| ۹۰۰–۹۹۹ موارد مختلف                                | ۹۳۰–۹۴۹   | گازهای بسته‌بندی                                 |
| ۹۰۰–۹۹۹ موارد مختلف                                | ۹۵۰–۹۶۹   | شیرین کننده‌ها                                   |
| ۹۰۰–۹۹۹ موارد مختلف                                | ۹۹۰–۹۹۹   | پف دهنده                                        |
| ۱۱۰۰–۱۵۹۹ دیگر مواد شیمیایی                        | ۱۱۰۰–۱۵۹۹ | سایر موادی که در طبقه‌بندی استاندارد جا نمی‌گیرند |